# أديب الحيزان
أديب ممدوح سمحان الحيزان لاعب كرة قدم سعودي يلعب في نادي وج كمهاجم.

## مسيرة اللاعب
لعب في نادي القلعة ونادي الطائي ونادي العروبة ونادي وج.

## روابط خارجية
أديب الحيزان على موقع Soccerway.com (الإنجليزية)
- أديب الحيزان على موقع كووورة